# Benevacantismo

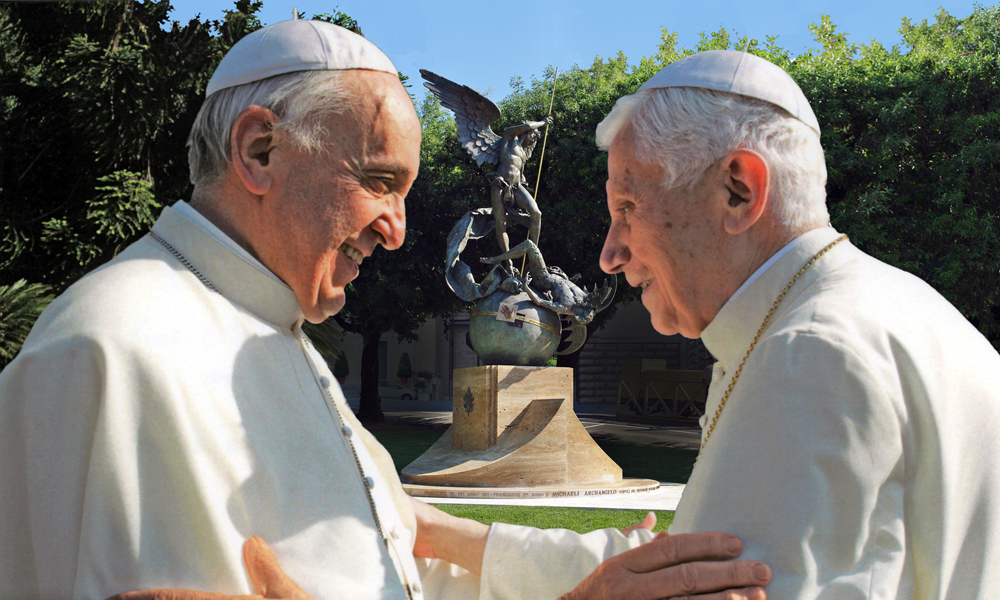
Incontro del 5 luglio 2013 tra papa Francesco e il papa emerito Benedetto XVI

Il Benevacantismo (parola macedonia formata da "Benedetto" e "sedevacantismo"), noto in passato anche come Beneplenismo (formato per analogia da "Benedetto e "sede plena") o Benepapismo, è la credenza, diffusasi in alcune frange cattoliche conservatrici in risposta alle posizioni teologiche più progressiste di papa Francesco, secondo la quale papa Benedetto XVI non avrebbe rinunciato in maniera valida al soglio pontificio e sarebbe quindi rimasto il legittimo papa anche dopo il febbraio 2013, rendendo quindi il suo successore un antipapa illegittimamente eletto. I sostenitori di questa teoria del complotto sono noti come "Benevacantisti".

## Storia

### Contesto
La mattina dell'11 febbraio 2013 papa Benedetto XVI manifestò la propria intenzione di rinunciare al soglio petrino al termine dello stesso mese durante il concistoro per la canonizzazione dei martiri di Otranto, tenutosi presso il Palazzo Apostolico. Con un discorso in latino, informò i presenti di aver preso "una decisione di grande importanza per la vita della Chiesa", adducendo come motivazione il deterioramento delle proprie forze fisiche e mentali, che riteneva non più sufficienti ad affrontare le sfide richieste dal proprio ruolo. Dichiarò inoltre che avrebbe continuato a servire la Chiesa "tramite una vita dedita alla preghiera".

### Comparsa del fenomeno
Le prime avvisaglie della nascita del Benevacantismo si manifestarono già nei primi mesi del pontificato di papa Francesco. L'approccio meno conservatore del nuovo pontefice alla teologia cattolica, infatti, provocò una forte opposizione negli ambienti più tradizionalisti che presto sfociò in vere e proprie teorie del complotto. Queste teorie si basarono inizialmente su alcuni "segnali" che sarebbero stati dati dall'ex pontefice, come la prosecuzione nell'uso dell'abito talare bianco (sebbene senza mozzetta) o il continuo utilizzo del suo nome pontificale (pur preceduto dal titolo di "emerito"). A questi si aggiunse anche l'osservazione che Benedetto continuava a impartire la benedizione apostolica nelle proprie lettere, a utilizzare le chiavi del cielo nel proprio stemma e a indossare un anello piscatorio, tutti privilegi di cui dovrebbe godere solo il papa regnante.
Interrogato sul perché continuasse a indossare l'abito talare bianco proprio del papa, Ratzinger avrebbe risposto ironicamente più volte sostenendo che nell'armadio "non vi fossero altri vestiti". Tuttavia lo stesso Ratzinger ha specificato come il suo abito si distinguesse in modo significativo da quello del papa regnante, in conformità con la figura valida del pontefice emerito. Tale risposta sarebbe stata data anche a Piergiorgio Odifreddi in un colloquio privato.
A queste osservazioni generiche si aggiunsero presto gli scritti di alcuni giornalisti o intellettuali volti ad analizzare e/o giustificare in maniera più o meno formale la questione della validità o invalidità delle dimissioni di Benedetto XVI. Tra i primi ad affrontare questa questione, e a introdurre il tema del rapporto tra munus e ministerium (vedi sotto), fu l'esperto di diritto canonico Stefano Violi in una pubblicazione del giugno 2013 nel giornale teologico dell'Università di Lugano.

## Teorie
Le teorie Benevacantiste portano motivazioni variegate per giustificare l'invalidità delle dimissioni di papa Benedetto. Queste motivazioni vanno da semplici errori formali a vere e proprie teorie del complotto che postulano l'esistenza di faide e conflitti nascosti all'interno degli ambienti vaticani.

### Vizi di forma
L'idea dell'invalidità della rinuncia di Benedetto XVI è stata per la prima volta esposta già nel 2013, quando Luciano Canfora in un articolo pubblicato sul Corriere della Sera fece notare come il testo della declaratio contenesse errori grammaticali. Dello stesso parere fu anche il filologo tedesco Wilfried Stroh, il quale riportò la questione sulle pagine del quotidiano monacense Abendzeitung.

### Pressioni indebite
Tra le prime speculazioni che seguirono l'annuncio dell'11 febbraio 2013 vi fu quella che Benedetto fosse stato spinto a dimettersi a seguito del cosiddetto scandalo Vatileaks. Nello stesso periodo fu inoltre riportato da varie testate, tra cui La Repubblica, come le dimissioni potessero essere legate a una "lobby gay" attiva all'interno del Vaticano: una rete segreta di alti prelati omosessuali soliti tenere feste e orge a Roma e nel Vaticano e coinvolti in giri di corruzione interni allo IOR. Poiché il Codice di diritto canonico afferma che la rinuncia del pontefice deve essere espressa "liberamente", coercizioni o pressioni indebite a dimettersi renderebbero l'atto di rinuncia di fatto invalido.
Nel 2014 Benedetto stesso sostenne di aver preso la sua decisione in piena libertà, e in un libro del 2016, Ultime conversazioni, l'ex pontefice ridimensionò fortemente le voci sulla presunta "lobby gay", descrivendola come un gruppo di sole quattro o cinque persone che avevano intenzione di influenzare alcune decisioni del Vaticano ma che erano state da lui allontanate con successo.

### Munusvsministerium
Diversi Benevacantisti hanno sottolineato come durante il suo discorso di dimissioni, Benedetto XVI abbia affermato di rinunciare al ministerium (termine traducibile come "ministero" o "servizio") petrino, invece di utilizzare il termine più formale e corretto di munus ("incarico" o "servizio"), termine che compare nella versione latina del Can. 332 § 2 del Codice di diritto canonico. Per questo motivo, i Benevacantisti sostengono che le dimissioni di Benedetto XVI siano da considerarsi solo parziali e che egli non avesse quindi intenzione di abbandonare il ruolo di papa ma solo il suo esercizio attivo, restando quindi il legittimo pontefice. Speculazioni di questo tipo sull'invalidità delle dimissioni sono state sostenute da Alessandro Minutella, sacerdote cattolico scomunicato latae sententiae per eresia e scisma e dimesso allo stato laicale, e dal giornalista Andrea Cionci, il quale con la pubblicazione del libro Codice Ratzinger sostiene che Benedetto XVI abbia volontariamente commesso errori nella declaratio della rinuncia in quanto impossibilitato a esercitare il suo ufficio a causa di Sede impedita. Anche il saggista, filosofo ed opinionista Diego Fusaro ha sostenuto le tesi di Cionci e Minutella, secondo i quali Ratzinger avrebbe inoltre sostituito di proposito il sostantivo munus con ministerium, mantenendo quindi la carica pontificia e rendendo l'atto invalido a seguito del mancato riferimento esplicito al munus come indicato nel diritto canonico.
Il cardinale Raymond Leo Burke, ex prefetto della Segnatura Apostolica, affermò che Benedetto avesse già utilizzato i termini munus e ministerium in modo intercambiabile e senza distinzione e che "sarebbe difficile sostenere che [le dimissioni] non fossero valide" dato che il pontefice non è in nessun modo vincolato dalla terminologia del diritto canonico e le sue intenzioni di rinunciare al suo ruolo erano comunque chiare. A sostegno di ciò, altri latinisti nel corso del tempo hanno asserito che i termini munus e ministerium sono "sostanzialmente sinonimi" e che fosse quindi chiaro che Benedetto intendesse utilizzarli per riferirsi alla medesima cosa in occasione delle sue dimissioni.
In un discorso del maggio 2016 Georg Gänswein, segretario personale di papa Benedetto, parlò di un ministero petrino "espanso" dalla presenza sia di un papa "attivo" che di uno "contemplativo", riferendosi rispettivamente a Francesco e Benedetto. Lo stesso Benedetto aveva in precedenza affermato in un'intervista con il suo biografo Seewald di vedere se stesso come un padre il cui ruolo era cambiato, ma che rimaneva sempre un padre. Secondo Gänswein, il papa emerito aveva intenzione di portare comunque avanti il munus pontificio. Lo stesso Gänswein affermò tuttavia che l'ex pontefice avesse solo voluto esprimere un'analogia e non che intendesse le proprie dimissioni come solamente parziali.

## Dichiarazioni di Benedetto XVI
Alla vigilia del primo anniversario delle sue dimissioni, Benedetto XVI scrisse una lettera al quotidiano La Stampa, pubblicata dal giornalista Andrea Tornielli, per refutare ogni possibile speculazione su pressioni esterne che lo avessero costretto a dimettersi: «Non c'è il minimo dubbio circa la validità della mia rinuncia al ministero petrino [...] Unica condizione della validità è la piena libertà della decisione. Speculazioni circa la invalidità della rinuncia sono semplicemente assurde». In un'intervista del 28 febbraio 2021 Benedetto ha ripetuto nuovamente la legittimità delle sue dimissioni.
In un'intervista nel gennaio 2023, Peter Seewald, biografo di Benedetto, ha affermato che il papa emerito lo aveva informato che la causa primaria che lo portò a optare per le dimissioni sia stata una persistente insonnia che ebbe inizio durante la Giornata mondiale della gioventù di Colonia del 2005. A seguito dell'insorgere di questa condizione, Benedetto avrebbe iniziato a fare uso di farmaci sedativi, che tuttavia persero progressivamente efficacia e che furono anzi causa di un incidente nel marzo 2012, durante il suo viaggio apostolico in Messico e a Cuba, che gli provocò una caduta accidentale nel bagno della sua camera d'albergo. A seguito di questi fatti il pontefice poté apparire in pubblico solo di mattina durante i suoi successivi viaggi all'estero. Fu questo evento che lo portò a maturare la decisione di dimettersi prima dell'inizio della Giornata mondiale della gioventù di Rio de Janeiro del 2013. Queste dichiarazioni sono state confermate anche dal cardinale ed ex segretario di Stato della Santa Sede Tarcisio Bertone.

## Conseguenze

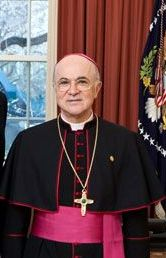
Il vescovo Carlo Maria Viganò, scomunicato, tra gli altri motivi, per aver negato la legittimità di papa Francesco

Almeno cinque sacerdoti italiani sono stati scomunicati per aver pubblicamente sostenuto posizioni Benevacantiste, insieme ad altri prelati provenienti da Costa Rica, Spagna e California e ad alcune suore del Texas. Il vescovo Carlo Maria Viganò, ex nunzio apostolico negli Stati Uniti, è stato scomunicato il 5 luglio 2024 per simili motivi.
Dopo la morte di Benedetto nel dicembre 2022, alcuni sostenitori del Benevacantismo hanno aderito a posizioni sedevacantiste, mentre altri hanno accettato la legittimità di papa Francesco.